# MF Skania
MF Skania – prom pasażersko-samochodowy typu ROPAX należący do PŻM (operator Unity Line).
Statek zbudowany został w 1995 roku w stoczni Schichau Seebeckwerft w Bremerhaven dla armatora greckiego Superfast Ferries. Pierwotnie nazwany został MF Superfast I i pływał z Bari do Patrasu (Grecja). W roku 2004 kupił go włoski armator promowy Grimaldi Ferries za 50 mln euro. Prom pływał jako MF Eurostar Roma na linii Civitavecchia – Barcelona. W maju 2008 roku został kupiony przez PŻM. W barwach operatora Unity Line od 1 września 2008 obsługuje trasę ze Świnoujścia do Ystad.
Latem 2008 roku przeszedł gruntowny remont w Gdańskiej Stoczni Remontowej, gdzie m.in. powiększono przestrzeń pasażerską tak, aby mógł zabrać na pokład do 1400 osób, wyremontowano wszystkie 4 silniki, dodano trzeci ster strumieniowy w części dziobowej, dobudowano pokład z dwiema salami konferencyjnymi i przestronnym snack barem, wyposażono go również w najnowocześniejsze urządzenia nawigacyjne. 28 sierpnia 2008 został ochrzczony w Szczecinie przez Ewę Leszczyńską – wieloletnią pracownicę PŻM.
Jednostka ma 174 metry długości i 24 metry szerokości. Na pokład może zabrać 260 samochodów osobowych i około 50 samochodów ciężarowych. Dysponuje 626 miejscami w 194 kabinach 2-, 3- i 4-osobowych z łazienkami i klimatyzacją, w tym klasy De Luxe oraz posiada 120 bezpłatnych foteli lotniczych. Ponadto na Skanii znajdują się dwa bary, kafeteria, dwie restauracje, bar szybkiej obsługi, dwa sklepy, kasyno, dyskoteka, kącik zabaw dla dzieci i dwie sale konferencyjne – na 60 i 48 osób.
Statek nosi nazwę Skanii krainy historycznej w południowej Szwecji.

## Zdjęcia

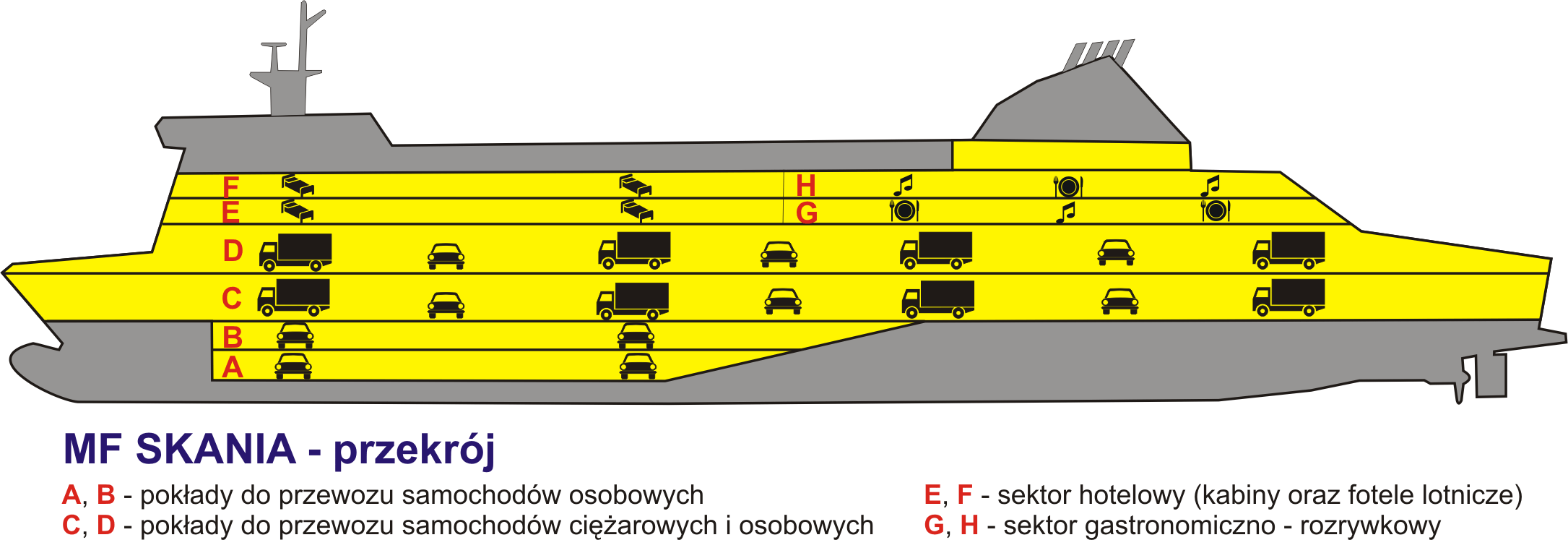

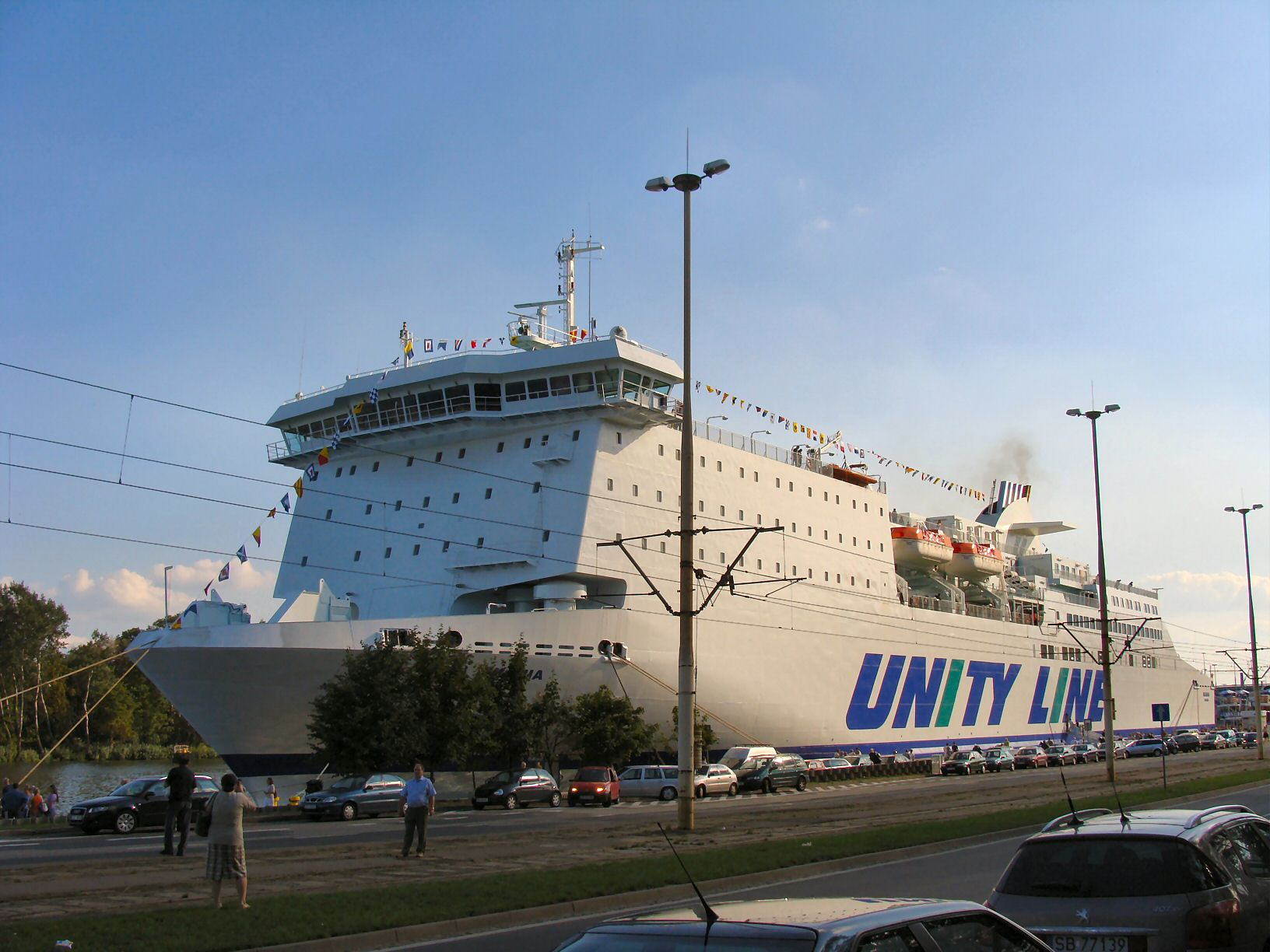
MF Skania
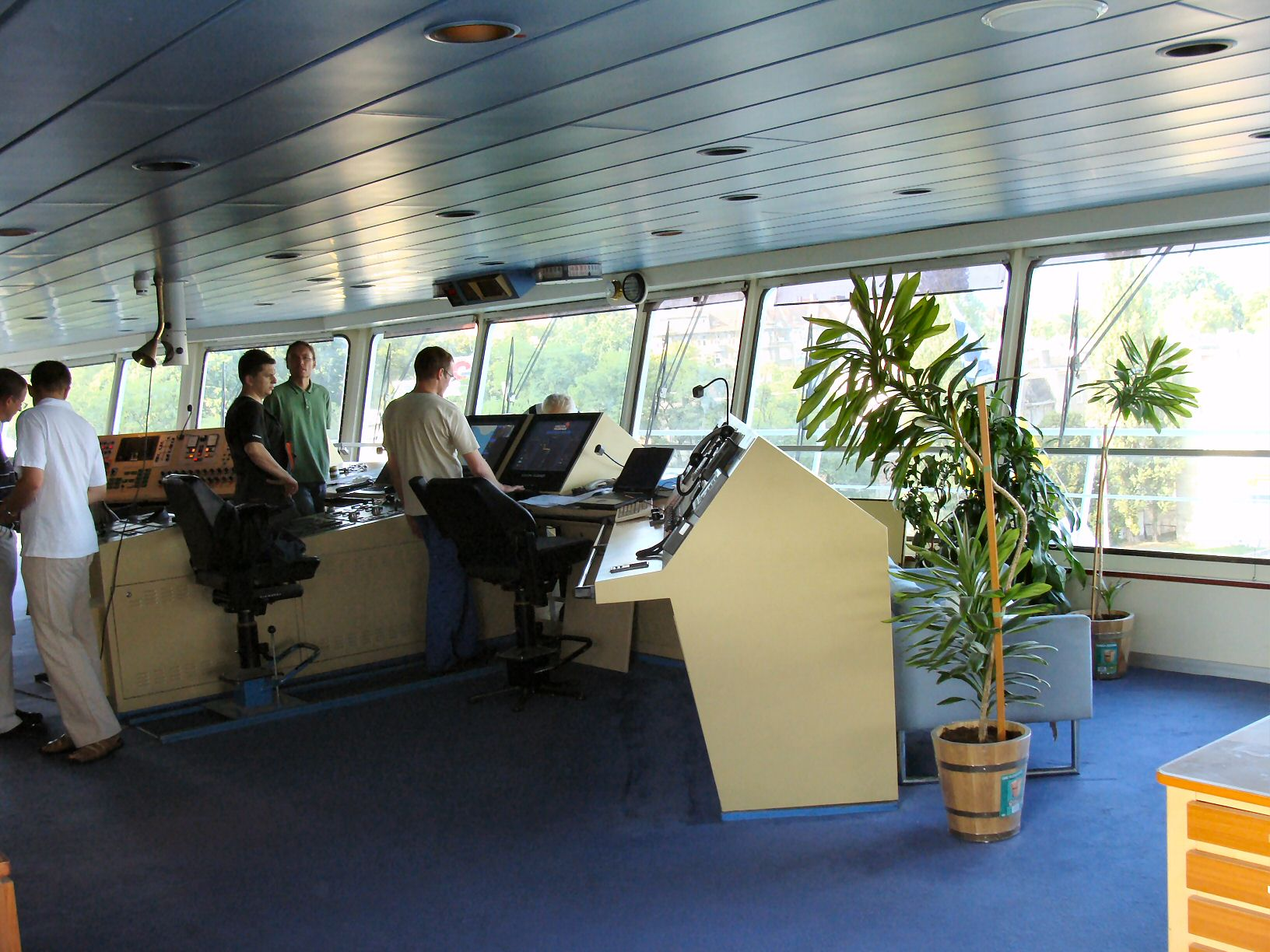
Mostek kapitański
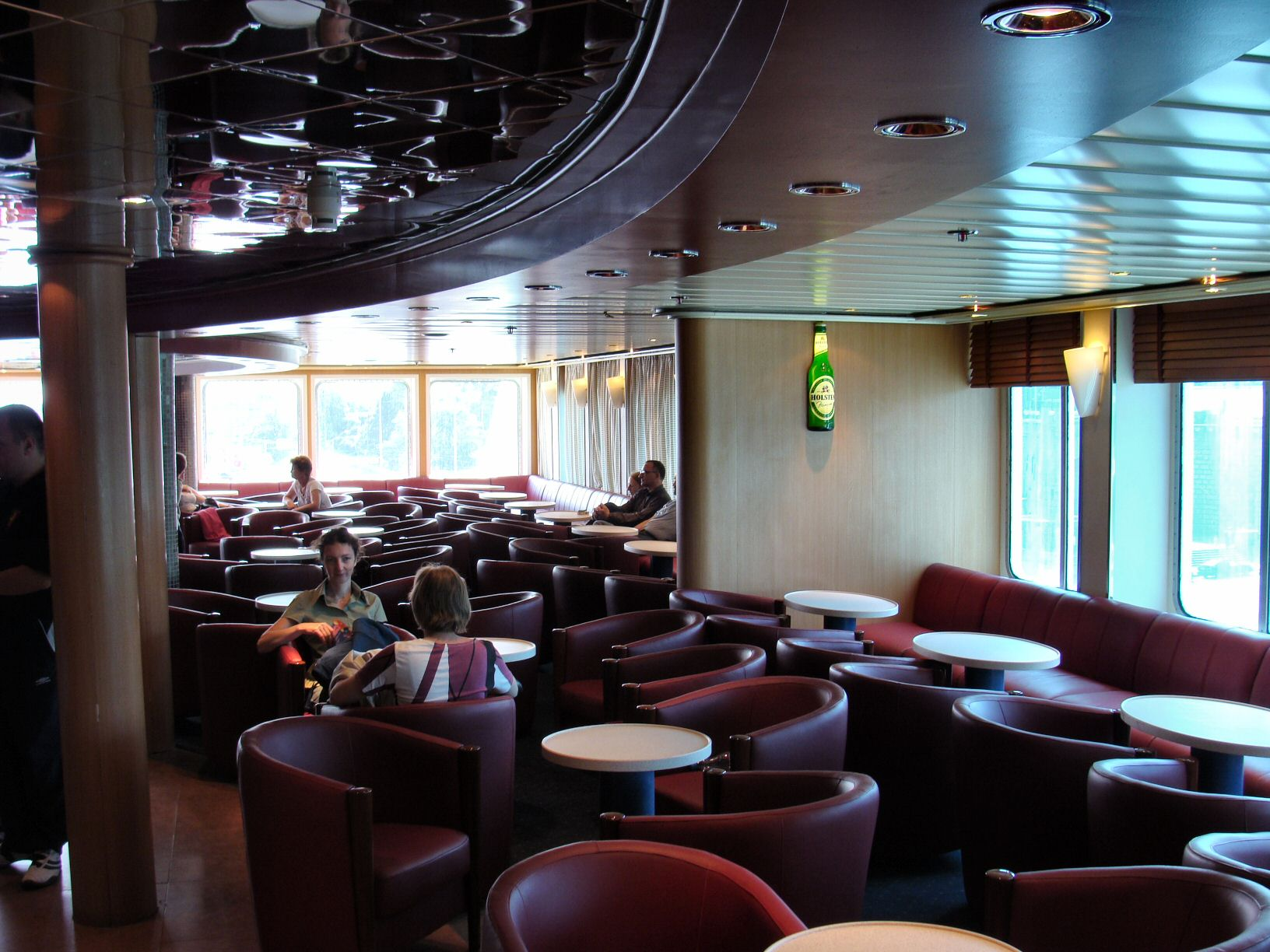
coctail bar, dyskoteka
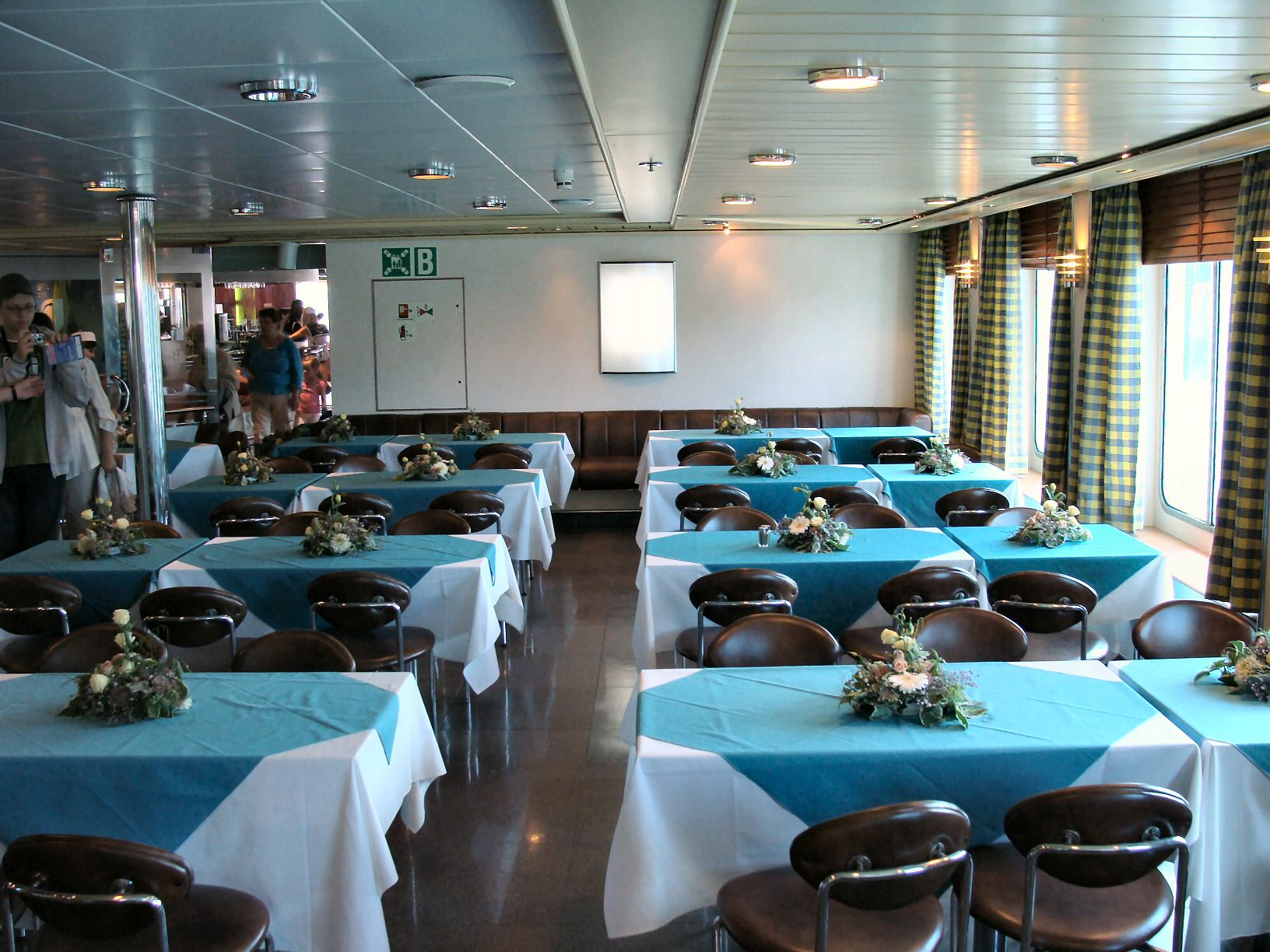
restauracja samoobsługowa
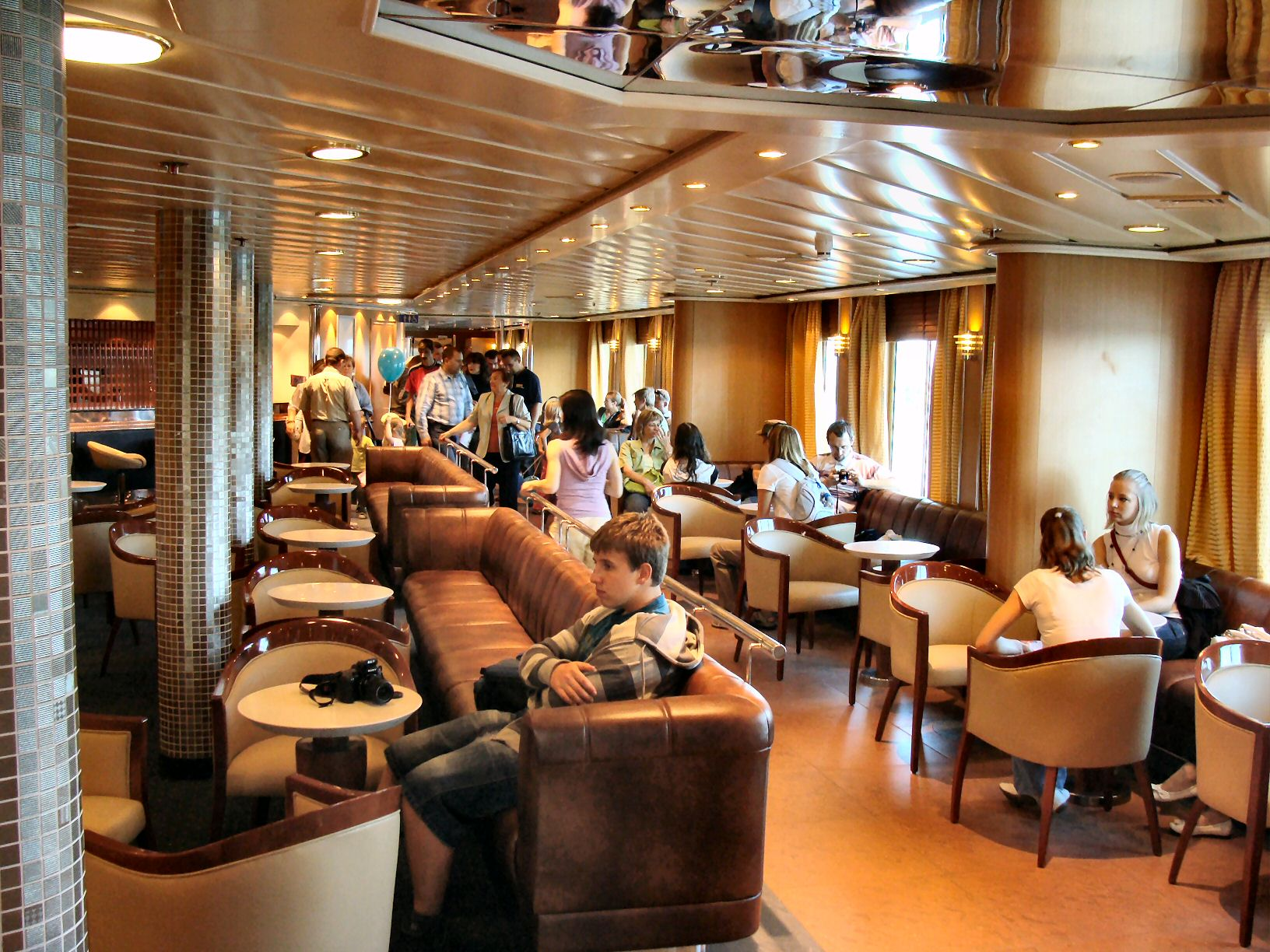
lounge, bary
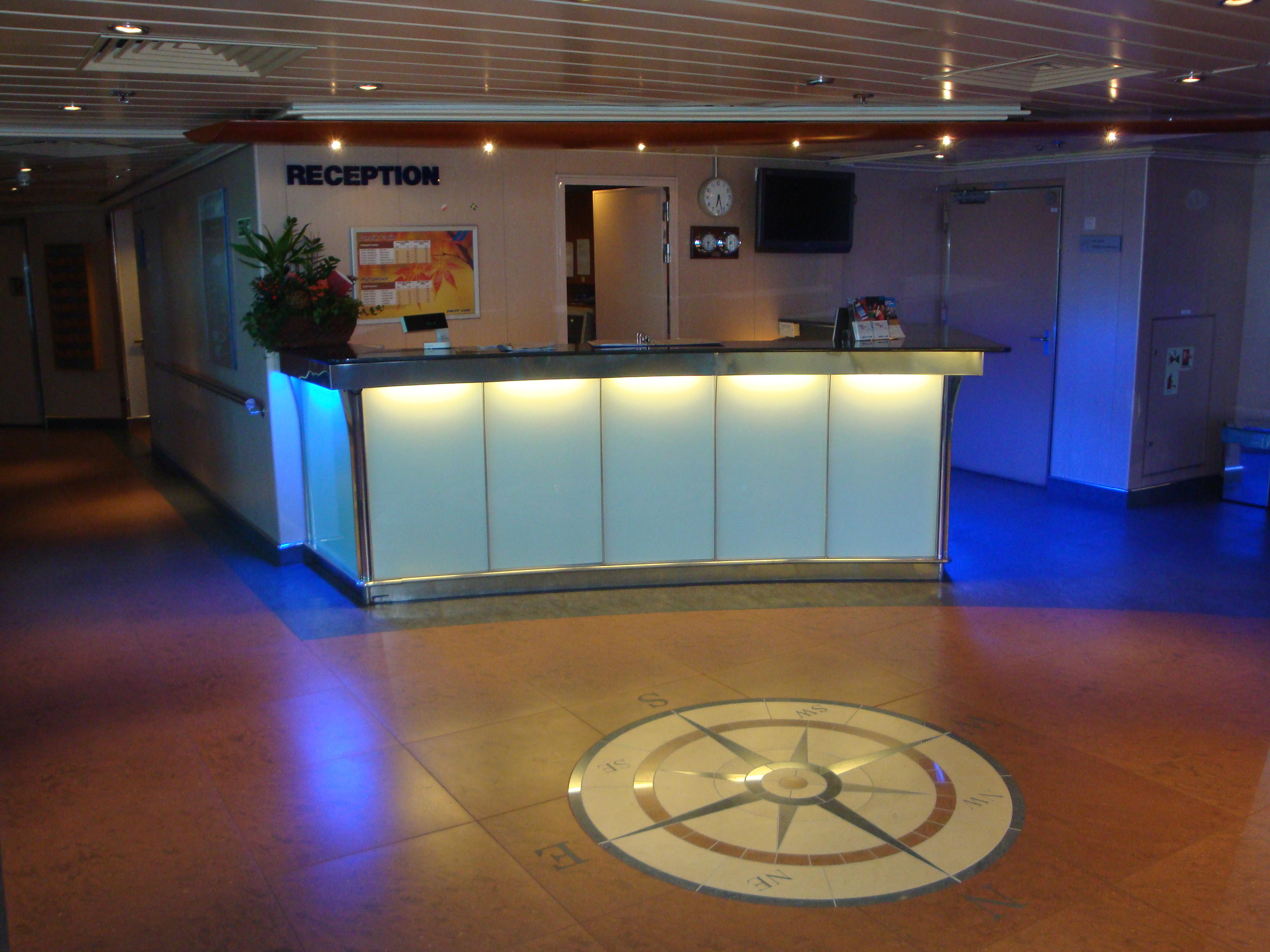
recepcja
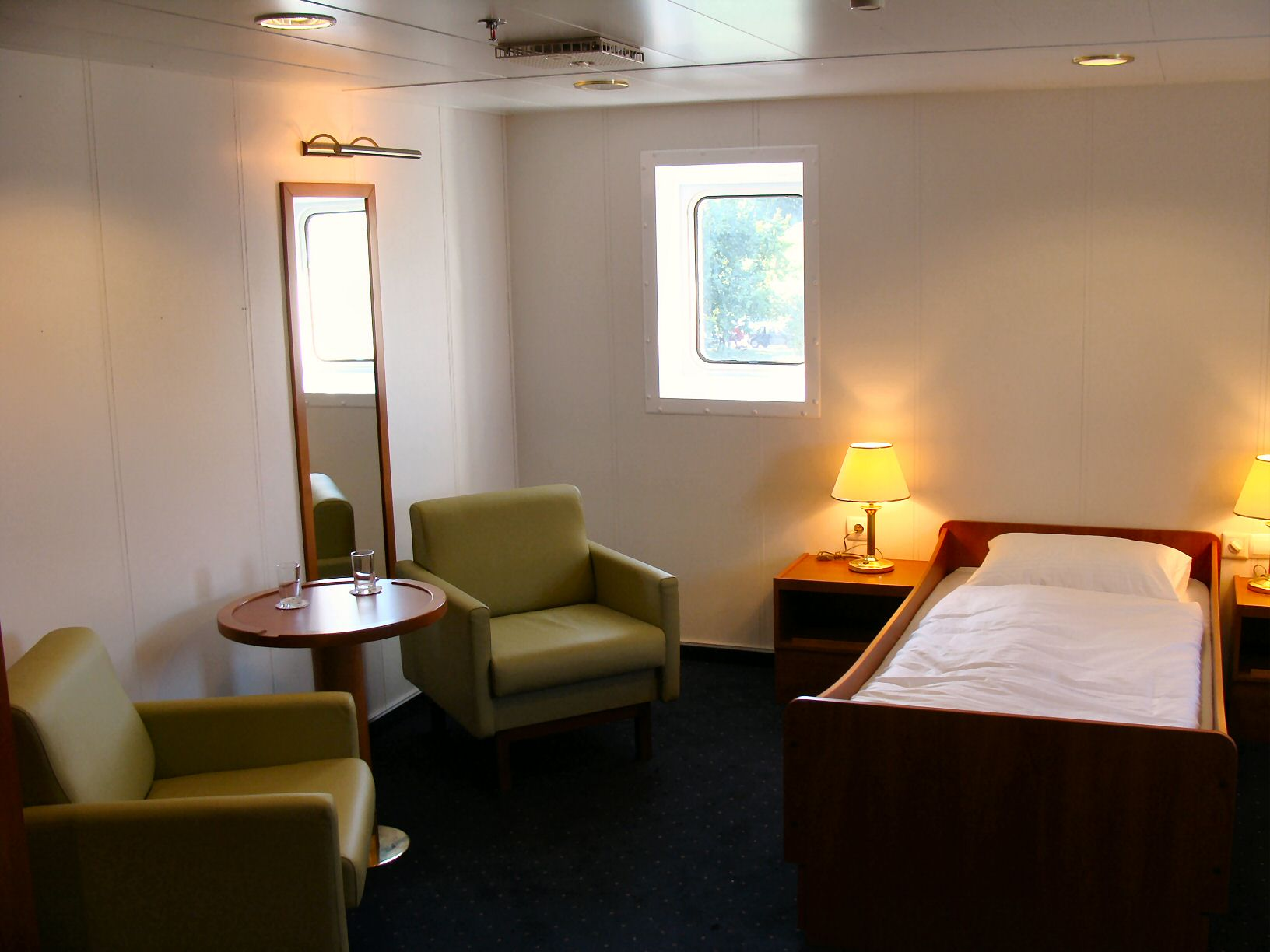
kabina klasy De-Luxe
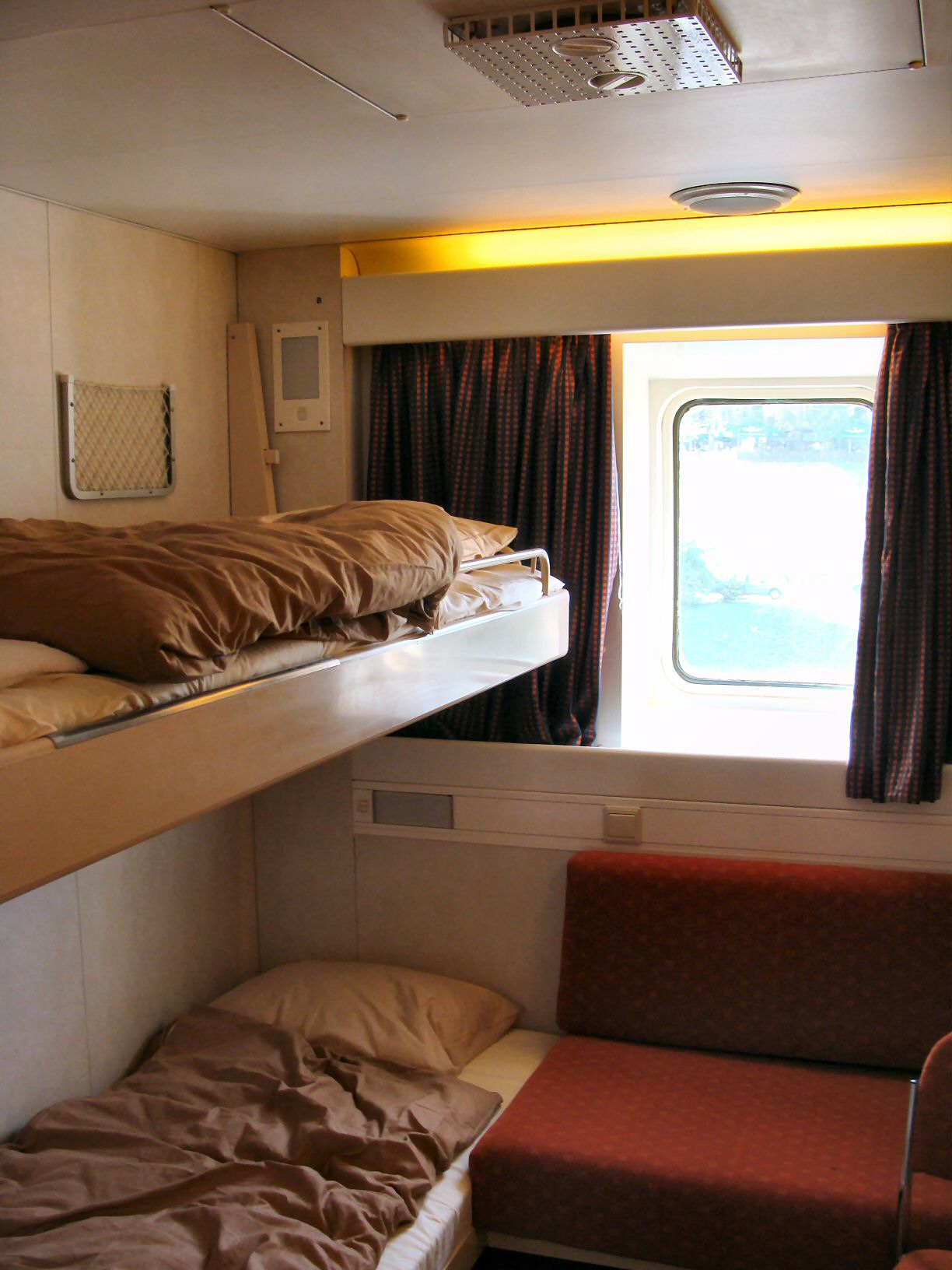
kabina 2-osobowa
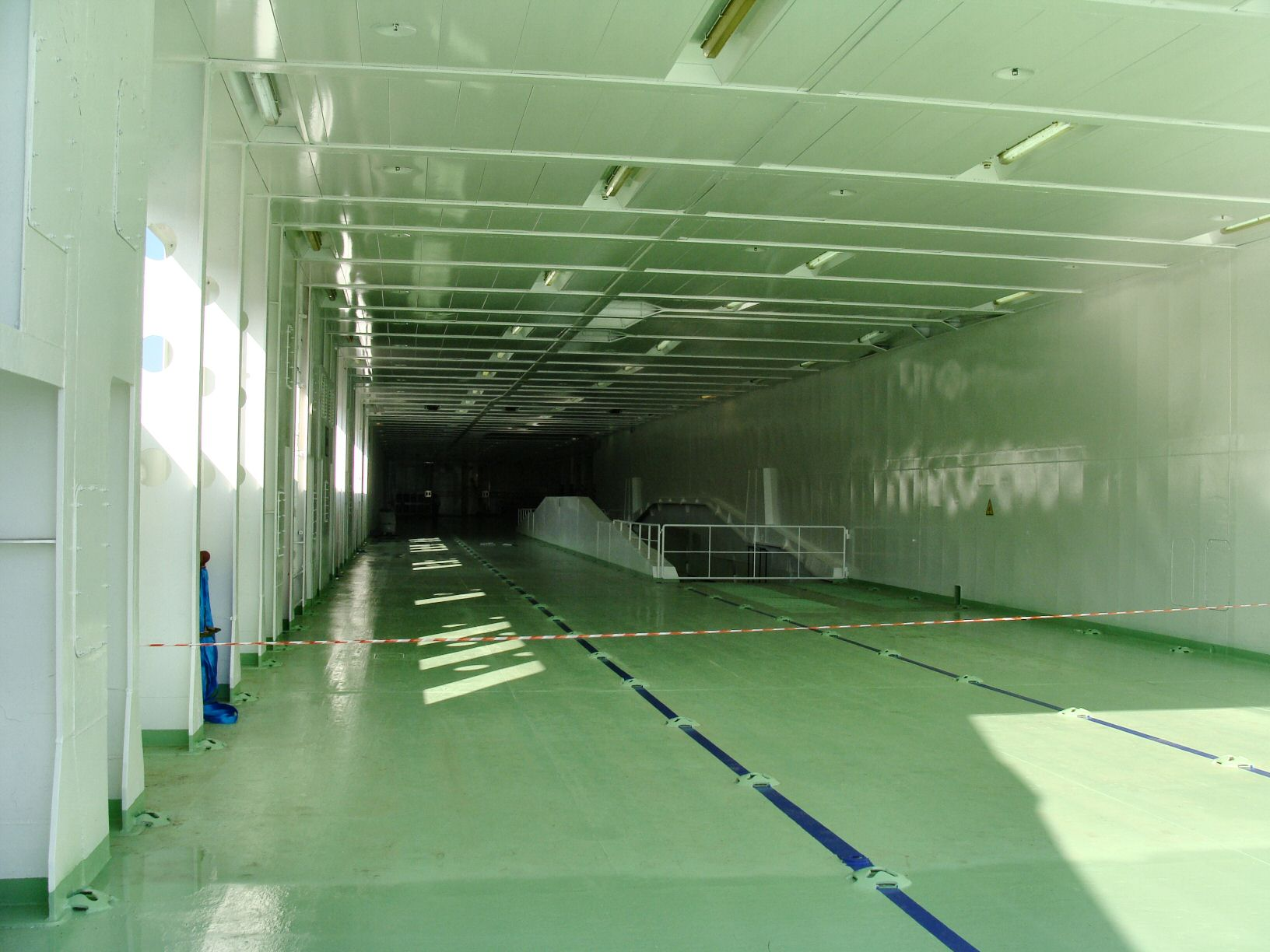
pokład samochodowy